# Live at the Gods Festival 2002
Live at the Gods Festival 2002 è un live album degli Hardline, pubblicato nel 2003 per la Frontiers Records.

## Tracce
1. Intro 0:16
2. Hot Cherie (Bishop, Gutheil, Neill, Shields, Sinnaeke) 6:15
3. Life's a Bitch (Gioeli, Gioeli, Schon) 4:33
4. Everything (Cain, Gioeli, Gioeli, Marty, Money, Schon, Tanner) 4:14
5. Face the Night (Gioeli) 4:30
6. Takin' Me Down (Gioeli, Gioeli, Schon) 4:00
7. Weight (Gioeli, Tafolla) 3:27
8. In the Hands of Time (Gioeli, Gioeli, Schon) 8:04
9. Only a Night (Gioeli) 4:10
10. I'll Be There (Cain, Giuffre, Schon) 4:00
11. Drums Solo (Rock) 4:13
12. Rhythm from a Red Car (Gioeli, Gioeli, Schon) 5:24
13. Keyboards Solo (T. Ross) 3:00
14. Dr. Love (Baker, Slamer) 6:53
15. Hynotized [in studio] (Gioeli) 4:30
16. Only a Night [acustico] (Gioeli) 3:46
17. Mercy [in studio] (Gioeli) 3:48

## Formazione
- Johnny Gioeli - voce
- Joey Gioeli - chitarra
- Josh Ramos - chitarra
- Bob Burch - basso
- Bob Rock - batteria
- Michael T. Ross - tastiere